# Nuncjatura Apostolska w Wielkiej Brytanii
Nuncjatura Apostolska w Wielkiej Brytanii – misja dyplomatyczna Stolicy Apostolskiej w Wielkiej Brytanii. Siedziba nuncjusza apostolskiego mieści się w Londynie.

## Historia
Delegaturę Apostolską w Wielkiej Brytanii utworzył papież Pius XI w 1938. Jan Paweł II w 1982 promował ją do rangi nuncjatury apostolskiej.

## Szefowie przedstawicielstwa Stolicy Apostolskiej w Wielkiej Brytanii

### Delegaci apostolscy
- abp William Godfrey (1938–1953) Brytyjczyk
- abp Gerald Patrick Aloysius O’Hara (1954–1963) Amerykanin
- abp Igino Eugenio Cardinale (1963– 1969) Włoch
- abp Domenico Enrici (1969–1973) Włoch
- abp Bruno Bernard Heim (1973–1982) Szwajcar

### Pronuncjusze apostolscy
- abp Bruno Bernard Heim (1982–1985) Szwajcar
- abp Luigi Barbarito (1986–1993) Włoch

### Nuncjusze apostolscy
- abp Luigi Barbarito (1993–1997) Włoch
- abp Pablo Puente Buces (1997–2004) Hiszpan
- abp Faustino Sainz Muñoz (2004–2010) Hiszpan
- abp Antonio Mennini (2010–2017) Włoch
- abp Edward Adams (2017–2020) Amerykanin
- abp Claudio Gugerotti (2020–2022) Włoch
- abp Miguel Maury Buendía (2023–) Hiszpan